# 古橋悌二
古橋 悌二（ふるはし ていじ、1960年7月13日 - 1995年10月29日）は、日本の現代美術家、メディア・アーティスト。
京都府京都市出身。京都市立芸術大学大学院構想設計科修士課程修了。1984年にダムタイプ（Dumb Type）を結成し、以降中心メンバーとして活動。1992年にゲイであることとHIVキャリアであることを公表し、1994年にはジェンダー、セクシュアリティ、国籍、人種をテーマとしたメディア・パフォーマンス作品「S/N」をオーストラリアにて発表。1995年10月29日、サンパウロにて公演が行われる中、日本にて敗血症により死去。

## 主な作品
- 1986年　「Plan for sleep」（Performance）
- 1988年　「PleasureLife」（Performance）
- 1990年　「pH」（Performance）
- 1992年　「S/N」（Performance）
- 1994年　「LOVERS」（Video Installation）[8]